# مدرسه جولیارد
مدرسه جولیارد (به انگلیسی: Juilliard School) یک کنسرواتوار خصوصی هنرهای نمایشی در نیویورک سیتی است. این مدرسه که در سال ۱۹۰۵ تأسیس شد، حدود ۸۵۰ دانشجوی کارشناسی و کارشناسی ارشد را در رشته‌های رقص، نمایش و موسیقی آموزش می‌دهد. به طور گسترده‌ای به عنوان یکی از نخبه‌ترین مدارس نمایش، موسیقی و رقص در جهان در نظر گرفته می‌شود و بهترین و معتبرترین و بزرگترین کالج موسیقی دنیا می‌باشد.
این مؤسسه در منهتن در شهر نیویورک قرار دارد، و شهرتش به خاطر تربیت هنرمندان برجسته در سطح ملی است. افراد مشهوری هم‌چون رنه فلمینگ، دونالد برازول، کوین اسپیسی، وال کیلمر، رابین ویلیامز، مایلز دیویس، یو-یو ما، وینتون مارسالیس، جردن رودس، چیک کوریا، میدوری گوتو و سارا چنگ، لی پیس ,دیوید گرت و انوشیروان روحانی از این مدرسه‌اند.